# 현악 사중주 4번 (베토벤)
《현악 사중주 4번 다단조, 작품번호 18-4》는 루트비히 판 베토벤에 의해 쓰인 여섯 개의 현악 사중주, 작품 번호 18 세트의 네 번째 작품이다.  

## 개요
베토벤이 그의 친구이자 바이올린 연주자였던 카를 아멘다의 고용주였던 요제프 프란츠 폰 롭코비츠 공작을 위한 임무를 수행하기 위해 1798년에서 1800년 사이에 작곡한 여섯 개의 사중주, 작품 번호 18 세트는, 아직 하이든이 확립한 형식을 충실히 따르고 있는 것으로 되어 있으며, 고전 현악 사중주의 총체적인 숙달성을 보여주고 있는 것으로 여겨진다. 남겨진 스케치에 의하면, 베토벤은 이 현악 사중주라는 장르에 처음으로 접하면서 2년간 계속적으로 작업에 임했고, 1800년에 여섯 개의 사중주를 모두 완성하고 나서도, 1801년에 이르러 출판에 이르기까지, 철저히 교정을 하고 있었음을 알 수 있다. 
여섯 개의 사중주는 세트로서 1801년에 빈의 트란퀼로 몰로 출판사에 의해 각각 세 개의 사중주로 구성된 두 권의 책으로 출판되었고, 헌정은 세트의 의뢰자였던 롭코비츠 공작에게 이루어졌다. 출판 순서(장르 일련 번호)는 작곡 순서와 일치하지 않는다. 베토벤은 현악 사중주 1번에서 6번까지를 3·1·2·5·4·6번의 순서로 작곡했다. 따라서 이 현악 사중주 4번은 작품 번호 18 세트에서 다섯 번째로 작곡된 것이다. 그러나 이 사중주의 사본은 더 이상 존재하지 않고, 많은 부분이 짐작이나 추측이기 때문에 역사적으로 연구하기 어려운 경우가 있다. 이 사중주는 관련된 스케치나 초안을 찾을 수 있다는 증거가 없다는 점에서 세트에서 독특하다. 베토벤은 영감을 찾을 때 종종 이전 작품을 참고하여 스케치 및 메모의 일기를 작성했다. 그러한 이유로 이 사중주는 가장 마지막에 작곡되었을 가능성도 배제하지 못한다. 작품은 또한 단주제의 것이다. 작품의 조성인 다단조는 세트에서 유일한 단조의 조성이다. 이 조성은 《피아노 소나타 8번 “비창”》과 《교향곡 5번 “운명”》과 같은 베토벤의 다른 작품에 사용되었다. 이러한 작품들은 강렬함이나 폭풍우 같은 분위기에서 비슷한데, 이는 작곡에서 베토벤의 다단조 사용의 부분적 산물인 것처럼 보인다. 

## 구성
작품은 세트의 다른 모든 사중주와 마찬가지로 4악장 형식을 따른다:
1. Allegro ma non tanto
2. Scherzo. Andante scherzoso quasi Allegretto
3. Menuetto. Allegretto
4. Allegro – Prestissimo

연주 시간은 23분 정도가 소요된다.

### 제1악장. 알레그로 마 논 탄토
다단조, 소나타 형식. 
열정적인 제1주제에 의해 시작되고. 같은 시기에 쓰인 《피아노 소나타 8번 "비창"》을 연상시킨다.

### 제2악장. 스케르초. 안단테 스케르초 콰시 알레그레토
다장조.
스케르초라고 명기하면서 템포는 안단테이며, 게다가 소나타 형식을 취하는 독창적인 악장이다. 그 시작은 푸가의 형태를 취하며, 교향곡 1번의 제2악장을 연상시키다. 이러한 경향은 《현악 사중주 7번》, 즉, "라즈몹스키 1번'에서 장대화 되는 것으로 볼 수 있는 데, 이 작품은 그 선구적인 것이라고 할 수 있다.

### 제3악장. 미뉴에트. 알레그레토
다단조. 
스케르초 이후에 미뉴에트를 둔다는 점에서 (스케르초는 아니지만) 이후의 《교향곡 8번》을 연상시킨다. 그 여덟 마디의 주제는 음조 면에서 내림마장조를 이루고, 또 바단조를 거쳐서 다단조에 이르게 되는 데, 이러한 것들은 극적이다. 트리오는 내림가장조을 이루며 셋잇단 음표의 경쾌한 악장이 된다.

### 제4악장. 알레그레토 - 프레스티시모
다단조, 론도 형식.
론도 형식으로 A-B-A-C-A-코다의 형식을 취한다. 제1바이올린에 의해 지배되는 열정적인 주제로 시작되는 론도이다. 두 번째 부분은 더 평온하고, 대조를 이루는 다음의 에피소드에서는 앙상블을 통해 첼로로부터 올라오는 유머러스한 세 쌍둥이가 등장한다. 세 번째의 대조를 이루는 에피소드는 론도 주제의 동요를 더 많이 포착하므로, 후자가 마지막으로 한 번 돌아오면 가능한 한 빨리 베토벤이 지적한대로 플레이를 하여야만 완전한 효과를 낼 수 있다.